# Finnkampen

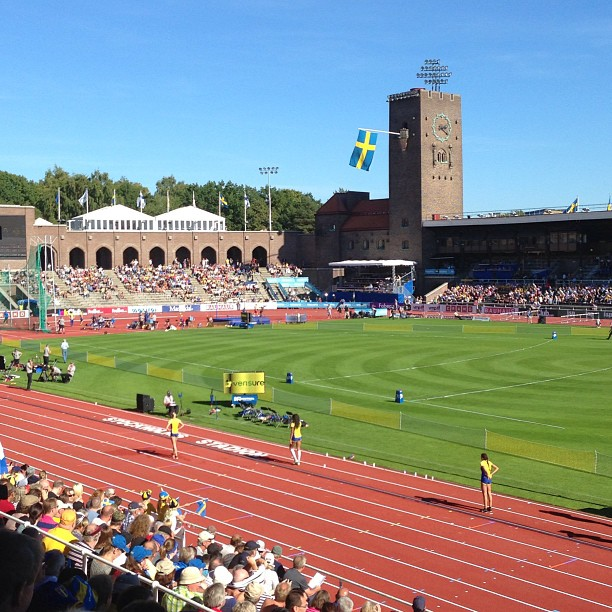
Austragung des Finnkampen 2013 im Olympiastadion Stockholm

Finnkampen (schwedisch „der Finnenkampf“) in Schweden oder in Finnland Sverigekampen (schwedisch „der Schwedenkampf“) bzw. Ruotsi-ottelu („Schwedenkampf“) oder Suomi–Ruotsi-maaottelu  (finnisch „Finnland-Schweden-Länderkampf“) ist ein Leichtathletik-Länderkampf, der jährlich zwischen Schweden und Finnland ausgetragen wird. Aufgrund der sportlichen Rivalität zwischen beiden Nationen hat der Wettbewerb nach den internationalen Großereignissen für beide den größten Stellenwert unter den Leichtathletik-Veranstaltungen.
Der Wettkampf wird mit einer Männer- und einer Frauen-Wertung ausgetragen. In jeder Disziplin (mit Ausnahme des Staffellaufs) treten drei Wettkämpfer pro Land an.
Der erste Finnkampen fand 1925 statt und wurde ausschließlich von männlichen Athleten bestritten. Seit 1945 ist der Wettkampf eine regelmäßige, jährliche Veranstaltung, seit 1953 gibt es auch eine Frauen-Wertung.
Der Wettkampf wird hauptsächlich abwechselnd in den beiden Hauptstädten Helsinki und Stockholm ausgetragen. Von 1999 bis 2012 war das Ullevi-Stadion in Göteborg der schwedische Austragungsort. 2016, 2018 und 2020 fand der Finnenkamp in der finnischen Stadt Tammerfors statt.